# 주세페 카반나
주세페 카반나(이탈리아어: Giuseppe Cavanna; 1905년 9월 18일, 피에몬테 주 베르첼리 ~ 1976년 11월 3일, 피에몬테 주 베르첼리)는 이탈리아의 전 축구 골키퍼이다.

## 클럽 경력
베르첼리 출신인 카반나는 1920년대에서 1930년대까지 프로 베르첼리와 나폴리에서 활약했다. 그는 세리에 A 무대에서 151번의 경기에 출전했다. 1934-35 시즌, 그는 나폴리의 역대 최저 실점률(0.722)을 기록했는데, 이 기록은 디노 초프가 1970-71 시즌에 경신했다.

## 국가대표팀 경력
카반나는 안방에서 1934년 월드컵을 우승할 당시 이탈리아의 후보 골키퍼였다.

## 수상

### 국가대표팀
이탈리아
- 월드컵: 1934